# São Domingos (ort)
São Domingos är en ort i Brasilien.   Den ligger i kommunen São Domingos och delstaten Goiás, i den östra delen av landet, 300 km nordost om huvudstaden Brasília. São Domingos ligger 681 meter över havet och antalet invånare är 4 784.
Terrängen runt São Domingos är platt åt sydväst, men åt nordost är den kuperad. Runt São Domingos är det mycket glesbefolkat, med 2 invånare per kvadratkilometer..
Omgivningarna runt São Domingos är huvudsakligen savann.